# Disobedience
Disobedience is een Amerikaans-Iers-Britse film van Sebastián Lelio die uitgebracht werd in 2017. 
Het scenario is gebaseerd op de gelijknamige roman (2006) van de Engelse schrijfster Naomi Alderman. 

## Verhaal
Ronit Krushka is een jonge zelfstandige vrouw die als fotografe in New York werkt. Ze is opgegroeid in Londen, in een strikt orthodox-joods milieu dat ze verscheidene jaren geleden heeft verlaten. Ronit keert nu terug naar Londen naar aanleiding van het overlijden van haar vader, die rabbijn was in de joodse gemeenschap, om er zijn begrafenisplechtigheid bij te wonen. Algauw blijkt dat ze al lang vervreemd was van haar vader met wie ze geen enkel contact meer had. Toch vindt ze het vreemd dat niemand haar heeft laten weten dat haar vader al een tijd ziek was.   
De rust in de strenge joodse gemeenschap is verstoord door haar aanwezigheid. Ze mag wel logeren bij Dovid Kuperman, een goede jeugdvriend en favoriete leerling van haar vader. Kuperman zal haar vader als rabbijn opvolgen en is ondertussen gehuwd met Esti, de beste jeugdvriendin van Ronit. 
Ronit en Esti hebben een relatie gehad toen ze adolescente waren. Ronit koestert nog altijd gevoelens voor Esti. Esti beantwoordt die gevoelens ondanks haar huwelijk. Dit zorgt voor de nodige spanningen bij Dovid en binnen de gemeenschap. Dan pas komt aan het licht dat Ronit indertijd omwille van die lesbische relatie door haar vader uit de gemeenschap werd verbannen.    

## Rolverdeling
| Acteur            | Personage                         |
| ----------------- | --------------------------------- |
| Rachel Weisz      | Ronit Krushka                     |
| Rachel McAdams    | Esti Kuperman, de vrouw van Dovid |
| Alessandro Nivola | Dovid Kuperman                    |
| Allan Corduner    | oom Moshe Hartog                  |
| Bernice Stegers   | Fruma Hartog, de vrouw van Moshe  |
| Anton Lesser      | Rav Krushka                       |